# Сосков, Анатолий Александрович
Анатолий Александрович Сосков (июль 1944, Макарье, Кировская область) — советский биатлонист, советский и российский тренер по биатлону. Серебряный призёр чемпионата СССР в эстафете (1973). Мастер спорта СССР по биатлону и лыжным гонкам.

## Биография
Окончил ГДОИФК (1964—1970). В первой половине 1970-х годов выступал за спортивное общество «Динамо» и город Ижевск.
В 1970 году стал бронзовым призёром вторых соревнований «Ижевская винтовка» в эстафете в составе сборной Удмуртской АССР, в 1973 году также в эстафете завоевал серебро этих соревнований. Бронзовый призёр чемпионата РСФСР 1971 года в эстафете, серебряный призёр чемпионата РСФСР 1973 года в составе сборной Удмуртии. Победитель «Матча городов Удмуртии» на дистанции 15 км (1971) и на дистанции 17 км (1972).
Серебряный призёр чемпионата СССР по биатлону в эстафете в составе сборной «Динамо» в 1973 году.
Побеждал на различных соревнованиях международного и национального уровня, в том числе всесоюзных соревнованиях на приз «Олимпия» (1972), международных соревнованиях «Кавголовские игры» (1972), Кубке СССР по биатлону в эстафете (1973), всесоюзных соревнованиях по летнему биатлону (1973). В 1973 году на соревнованиях «Олимпия» стал бронзовым призёром в спринте. В 1972—1973 выполнил критерии отбора и входил в расширенный состав сборной СССР, но в крупных международных соревнованиях участия не принимал.
В середине 1970-х годов перешёл на тренерскую работу. В 1976—1980 работал старшим тренером сборной Удмуртской АССР по биатлону. Дважды приводил команду к победе в чемпионате РСФСР[уточнить], спортсмены Удмуртии становились победителями и призёрами чемпионата СССР (В.Берёзкин, В.Фирулев, С.Журавлёв). В период работы в Удмуртии Сосков подготовил семерых мастеров спорта по биатлону, одного мастера спорта по служебному многоборью.
В 1990-е годы перебрался в Киров, стал работать учителем физической культуры в Кировском экономико-правовом лицее. Награждён званием «Отличник физической культуры России».